# Qiu Bo
Qiu Bo (n. 31 ianuarie 1993, Neijiang⁠(d), Republica Populară Chineză) este un săritor în apă ce a reprezentat Republica Populară Chineză, medaliat olimpic. A participat la 2 ediții ale Jocurilor Olimpice (2012, 2016) în care a câștigat o medalie de argint.